# Leichtathletik-Weltmeisterschaften 2017/Teilnehmer (Zypern)
| Gelbes Symbol für Goldmedaillen mit stilisierten Olympischen Ringen | Graues Symbol für Silbermedaillen mit stilisierten Olympischen Ringen | Braundes Symbol für Bronzemedaillen mit stilisierten Olympischen Ringen |
| ------------------------------------------------------------------- | --------------------------------------------------------------------- | ----------------------------------------------------------------------- |
| —                                                                   | —                                                                     | —                                                                       |

Von Zypern wurden drei Athletinnen und zwei Athleten für die Leichtathletik-Weltmeisterschaften 2017 in London nominiert.

## Ergebnisse

### Frauen

#### Laufdisziplinen
| Athletin         | Disziplin | Vorlauf | Vorlauf | Halbfinale         | Halbfinale         | Finale             | Finale             |
| Athletin         | Disziplin | Zeit    | Platz   | Zeit               | Platz              | Zeit               | Platz              |
| ---------------- | --------- | ------- | ------- | ------------------ | ------------------ | ------------------ | ------------------ |
| Eleni Artymata   | 400 m     | 53,26 s | 42      | nicht qualifiziert | nicht qualifiziert | nicht qualifiziert | nicht qualifiziert |
| Dagmara Handzlik | Marathon  |         |         |                    |                    | 2:38:52 h NR       | 35                 |

#### Sprung/Wurf
| Athletin        | Disziplin  | Qualifikation | Qualifikation | Finale             | Finale             |
| Athletin        | Disziplin  | Weite         | Platz         | Weite              | Platz              |
| --------------- | ---------- | ------------- | ------------- | ------------------ | ------------------ |
| Nektaria Panagi | Weitsprung | 6,43 m        | 15            | nicht qualifiziert | nicht qualifiziert |

### Männer

#### Laufdisziplinen
| Athlet           | Disziplin    | Vorlauf | Vorlauf | Halbfinale | Halbfinale | Finale             | Finale             |
| Athlet           | Disziplin    | Zeit    | Platz   | Zeit       | Platz      | Zeit               | Platz              |
| ---------------- | ------------ | ------- | ------- | ---------- | ---------- | ------------------ | ------------------ |
| Milan Traikovits | 110 m Hürden | 13,38 s | 9       | 13,32 s    | 11         | nicht qualifiziert | nicht qualifiziert |

#### Sprung/Wurf
| Athlet             | Disziplin  | Qualifikation | Qualifikation | Finale  | Finale |
| Athlet             | Disziplin  | Weite         | Platz         | Weite   | Platz  |
| ------------------ | ---------- | ------------- | ------------- | ------- | ------ |
| Apostolos Parellis | Diskuswurf | 63,36 m       | 11            | 63,17 m | 10     |